# Ranis
Ranis är en stad i Saale-Orla-Kreis i förbundslandet Thüringen i Tyskland.
Kommunen ingår i förvaltningsgemenskapen Ranis-Ziegenrück tillsammans med kommunerna Eßbach, Gössitz, Keila, Krölpa, Moxa, Paska, Peuschen, Schmorda, Schöndorf, Seisla, Wilhelmsdorf och Ziegenrück.